# Чемпіонат України з настільного тенісу 2006
Чемпіонат України з настільного тенісу 2006 року — особисто-командна першість України з настільного тенісу, що відбулась з 20 по 24 грудня 2006 року в місті Дніпропетровську під егідою Федерації настільного тенісу України (ФНТУ).
Змагання проходили в спортивному клубі «Причорномор'я» (вулиця Сімферопольська, 17).
Головний суддя змагань — суддя національної категорії С. Ж. Коркін. Головний секретар — суддя міжнародної категорії М. М. Зайцев.

## Переможці
- Особиста першість. Чоловіки:

1. Олександр Дідух (Львів)
2. Іван Катков (Суми)
3. Віталій Левшин (Донецьк)

- Особиста першість. Жінки:

1. Тетяна Сорочинська (Харків)
2. Маргарита Песоцька (Київ)
3. Тетяна Ткачова (Львів)

- Парний жіночий розряд:

1. Тетяна Сорочинська (Харків) — Ганна Гапонова (Харків)
2. Марина Грицанова (Дніпропетровськ) — Ганна Юношева (Харків)
3. Маргарита Песоцька (Київ) — Олена Брус (Алчевськ)

- Парний чоловічий розряд:

1. Віктор Єфимов (Київ) — Євген Прищепа (Київ)
2. Олександр Дідух (Львів) — Ярослав Жмуденко (Умань)
3. Олександр Тужилін (Суми) — Геннадій Закладний (Полтава)

- Парний змішаний розряд:

1. Маргарита Песоцька (Київ) — Євген Прищепа (Київ)
2. Олександр Дідух (Львів) — Тетяна Сорочинська (Харків)
3. Микита Рубан (Дніпропетровськ) — Ганна Юношева (Харків)